# Трофимов, Жорес Александрович
Жорес Александрович Трофимов (1924—2020) — русский советский, российский писатель, историк, прозаик и краевед, кандидат исторических наук, полковник. Член Союза журналистов России и Союза писателей России. Почётный гражданин Ульяновской области (2003). Лауреат Ленинской премии ЦК КПРФ (2018).

## Биография
Трофимов Жорес Александрович родился 15 августа 1924 года в семье военнослужащего в городе Могилёв Белорусской ССР.
Отец, Трофимов Александр Васильевич, летом 1941 г. ушел добровольцем на фронт и погиб в конце 1941 г.
В первый год войны Жорес Трофимов по возрасту не подлежал мобилизации, хотя неоднократно обращался в военкомат.
С 1941 по 1942 год после окончания средней школы работал внештатным инструктором местного общества «Осоавиахим». С 1942 по 1944 год обучался в 
Харьковском военном авиационном училище связи. С 1944 года участник Великой Отечественной войны в составе авиационного полка  в должности командира взвода связи Закавказского фронта.
С 1945 по 1960 годы служил на командно-политических должностях в Советской армии. С 1960 по 1973 год на военно-педагогической работе в высших военно-учебных заведениях Оренбурга, Ульяновска, Пензы, старший преподаватель — Высших офицерских курсов «Выстрел» и Пензенского высшего артиллерийского инженерного училища имени Н. Н. Воронова, начальник кафедры марксизма-ленинизма Ленинградского дважды Краснознаменного военного училища имени С. М. Кирова

.
В 1948 году обучался в Ленинградской Краснознамённой военно-воздушной инженерной академии им. А. Ф . Можайского. В 1960 году окончил заочное отделение историко-филологического факультета Казанского государственного университета. В 1967 году защитил диссертацию на соискание учёной степени кандидат исторических наук по теме: «Классовая борьба и общественное движение в Симбирской губернии в 1870—1880 годах XIX века». С 1984 года начальник спецкурса «Литературное краеведение»  Ульяновского государственного педагогического института имени И. Н. Ульянова.
С 1946 года начал свою литературную деятельность в Ленинградском литературном объединении под руководством поэта В. А. Рождественского. С 1952 года находясь на военно-педагогической работе занимался созданием документальных материалов о И. Н. Ульянове и В. И. Ульянове, посещал различные ленинские места и работал в музеях, архивах и библиотеках таких городов как: Москва, Ленинград, Казань, Ульяновск, Астрахань, Пенза, Саратов, Куйбышев и Горький. В 1963 году Трофимов выпустил первую публикацию по данной тематике в газете «Ульяновская правда». В этом же году был участником всероссийской научной конференции на базе Ульяновского государственного педагогического института имени И. Н. Ульянова, выступив на этой конференции с докладом «Общественная жизнь Симбирска в годы жизни Ульяновых» получил высокую оценку писательницы М. С. Шагинян, находившейся на конференции.
В 1966 году по мотивам очерка Трофимова «Последняя симбирская весна», был создан документальный фильм (режиссёр А. П. Ивлиев).
В последующем были созданы такие литературные сборники как: «И. Н. Ульянов в Пензе» (1973), «Гимназист Владимир Ульянов» (1976), «Ульяновы. Поиски, находки, исследования» (1978), «Великое начало» (1979), «Отец Ильича» (1981), «И. Н. Ульянов в Пензе» и «И. Н. Ульянов» (1981), «Демократический Симбирск молодого Ленина» (1984), «Дух революции витал в доме Ульяновых» и «Мать Ильича» (1985), «Казанская сходка», «Самарские университеты» и «Великое начало» (1986—1990). А так же сборники по истории и краеведению такие как:  «Симбирск и симбиряне» (1997), «Поэт-симбирянин Николай Языков» (1998—1999), «Симбирск литературный : поиски, находки, исследования» и «Симбирские дни Пушкина» (1999), «Николай Благов: поэт и гражданин» (2003), «Николай Языков и писатели пушкинской поры» (2007), «Наш Гончаров: поиски, находки, исследования» (2009), «Родня по вдохновенью» (2010), «Симбирская тропа к Лермонтову» (2011), «Николай Карамзин и Симбирск : поиски, находки, исследования» (2013), «Мой Денис Давыдов: симбирские страницы жизни» (2008—2014).
Прослужил 31 год в Красной и Советской Армии. Вышел в запас в 1973 г.  Гвардии полковник в отставке. Автор ряда исторических открытий (в частности – дома, где родился В. И. Ульянов-Ленин), крупнейший писатель-историк Поволжья. Автор около 800 опубликованных статей и более 40 документально-исторических книг о В. И. Ульянове и его семье, об А. С. Пушкине, М. Ю. Лермонтове, Д. В. Давыдове, Н. М. Карамзине, Н. М. Языкове, Д. Д. Минаеве, И. А. Гончарове, В. Н. Андрееве-Бурлаке, Д. П. Ознобишине, Н. Н. Благове - общим тиражом около полутора миллионов экземпляров; ряд книг переизданы, а также переведены на несколько иностранных языков.
В 1978 году Жорес Трофимов стал лауреатом премии имени М.А. Ульяновой областной организации Союза журналистов СССР, в 1984 году – лауреатом премии журнала «Волга», в 1986 году удостоен Диплома I степени правления Всесоюзного общества «Знание», в 1997-м – денежной премии главы администрации Ульяновской области; лауреат литературной награды «Шапка Мономаха». Лауреат Ленинской премии ЦК КПРФ 2018 г.
Почетный гражданин Ульяновска и Ульяновской области.
Занесен в энциклопедию "Лучшие люди России".  Кавалер более 50 наград: ордена Отечественной войны 2-й степени, медали «За боевые заслуги», медали «За победу над Германией», высшей общественной награды РФ - медали энциклопедии "Лучшие люди России", знака "Почетный гражданин Ульяновской области", медали "Лауреата Ленинской премии ЦК КПРФ", многих других государственных, ведомственных и общественных медалей. Скончался 17 мая 2020 года в Ульяновске.

## Награды

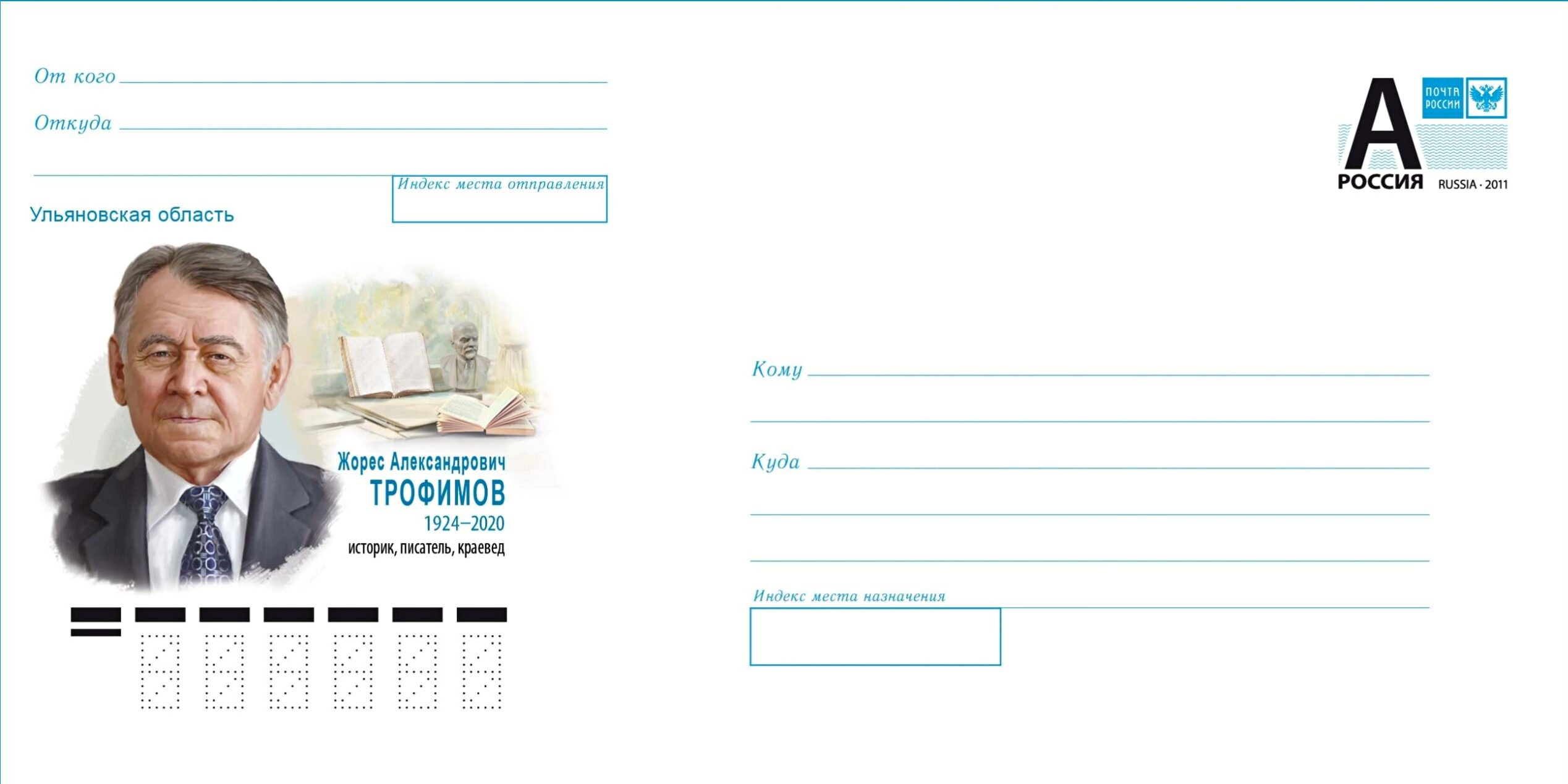
ХМК "100 лет со дня рождения Ж. А. Трофимова" (2024).

- ХМК  "100 лет со дня рождения Ж. А. Трофимова" (2024).Орден Отечественной войны 2-й степени
- Медаль «За боевые заслуги» (30.04.1954[6])
- Медаль «За победу над Германией в Великой Отечественной войне 1941—1945 гг.» (09.05.1945[6])
- Медаль Н. М. Карамзина (2009 за №1 — «За выдающиеся заслуги в области культуры, литературы и искусства, значительный вклад в изучение и сохранение исторического наследия на территории Ульяновской области»[7])

### Звания
- Почётный гражданин Ульяновской области (2003 — «За заслуги перед ульяновской областью»[8])

### Другие награды
- Премия имени М. А. Ульяновой Союза журналистов СССР (1978)[9]
- Премия журнала «Волга» (1984)
- Диплом I степени правления Всесоюзного общества «Знание» (1986)
- Лауреат Ленинской премии ЦК КПРФ (2018)